# George Udny Yule
Pour les articles homonymes, voir Yule (homonymie).
George Udny Yule (18 février 1871 en Écosse à Morham près de Haddington – 26 juin 1951 à Cambridge) est un statisticien écossais. Dans les années 1920, ses recherches sur les séries chronologiques l'amènent à formuler la notion de processus autorégressif. La distribution de Yule-Simon, nommée en son honneur, est une loi de probabilité discrète. George U. Yule devient membre de la Royal Society le 12 mai 1921.

## Carrière académique
Issu de la gentry écossaise, son oncle est le célèbre orientaliste Henry Yule. Udny Yule fréquente une public school, Winchester College, avant d'être admis, âgé de seulement 16 ans, à l’University College de Londres en sciences de l'ingénieur. Il obtient l'autorisation d'effectuer une année d'études à Bonn dans le laboratoire de physique de Heinrich Rudolf Hertz ; de retour à Londres en 1893, il exerce d'abord comme préparateur pour l'un de ses anciens professeurs, Karl Pearson. Pearson commence alors à s'intéresser aux statistiques et c'est tout naturellement que Yule se met à ces études. Il devient professeur-assistant mais dès 1899 on lui offre le poste plus lucratif d’examinateur. Cette année-là, il épouse May Winifred, dont il divorce en 1912, leur union étant demeurée stérile. Il publie, outre divers articles, un livre appelé à devenir un classique : Introduction to the Theory of Statistics (1911); cet ouvrage reprend la matière des conférences qu’il a données à l’University College en tant que Newmarch lecturer.
En 1912, Yule prend ses fonctions à la chaire de statistiques que l’Université de Cambridge vient de créer pour lui ; il occupe ce poste jusqu'à sa retraite prématurée. Au cours de la Première Guerre mondiale, il travaille pour le Ministère de la Guerre, puis pour le Ministère de l'Agriculture. Une thrombose en 1931 le laisse handicapé et le force à une retraite prématurée. Ses contributions aux revues scientifiques s'interrompent de même, mais dans les années 1940, il trouve la force de se remettre à l'étude des statistiques pour les appliquer à la Littérature comparée ; ses réflexions sont rassemblées en un volume : The Statistical Study of Literary Vocabulary.

## Œuvre scientifique
Yule est un auteur prolifique, dont l'écrit le plus célèbre est certainement son traité Introduction to the Theory of Statistics, qui connait quatorze éditions. Yule s’intéresse à l'analyse quantitative des phénomènes sociaux : son premier article consacré aux statistiques parait en 1895 sous le titre On the Correlation of Total Pauperism with Proportion of Out-relief. C'est un membre actif de la Royal Statistical Society, qui est récompensé de la médaille d'or Guy en 1911, et dont il est même président en 1924-26.
Tout au long des années 1890, les seuls mathématiciens britanniques s'intéressant à la statistique mathématique sont Yule, Edgeworth et Bowley. Mais en 1897–99, une série d’articles de Yule sur la corrélation et la régression provoque un regain d'intérêt dans la communauté scientifique nationale ; après 1900, Yule se tourne plus spécialement vers la notion de dépendance statistique mais ses idées sur la question sont opposées à celles de Pearson et les deux hommes finissent par se brouiller. Yule peut s'appuyer sur la confiance de nombreux collègues, parmi lesquels le météorologue-agronome R. H. Hooker, l’épidémiologue Greenwood et l’agronome Frank Engledow. La redécouverte des Lois de Mendel lui inspire aussi de nombreuses publications.
Dans les années 1920, Yule produit trois articles fondamentaux sur les séries chronologiques : On the time-correlation problem (1921), qui est une critique du lissage par différences divisées ; Why Do We Sometimes Get Nonsense Correlations between Time-series? (1926), une étude des anomalies de corrélation, et On a Method of Investigating Periodicities in Disturbed Series, with Special Reference to Wolfer's Sunspot Numbers (1927), où il préconise l'emploi d'un processus autorégressif pour modéliser la série chronologique du nombre de taches solaires, plutôt que la méthode du périodogramme de Schuster.
En 1925, Yule publie un article  où il décrit un processus stochastique dont la solution asymptotique est une distribution (en l'occurrence, celle des espèces et des sexes) dont la traîne est une loi de puissance. D’abord appelé « processus de Yule » (Herbert Simon), on parle aujourd'hui plutôt à son sujet d'« avantage cumulatif » ou d’« effet Saint-Matthieu ».

## Sources
- (en) Cet article est partiellement ou en totalité issu de l’article de Wikipédia en anglais intitulé « Udny Yule » (voir la liste des auteurs).
- Nicolas Bacaër, Histoires de mathématiques et de populations, Paris, Éditions Cassini, coll. « Le sel et le fer », 2008, 212 p. (ISBN 978-2-84225-101-7, BNF 42035729), « Yule et l'Évolution ».